# NGC 2830
NGC 2830 este o galaxie seyfert de tip 2⁠(d) situată în constelația Linxul. A fost descoperită în 7 decembrie 1785 de către William Herschel. Se află la o distanță de 97,27 de megaparseci de Pământ.